# 雅〜MIYABI〜
雅～MIYABI～（みやび）は、2004年結成の野田義治がプロデュースする女性ダンス&ボーカルユニット。

## 概要
プロデューサーはサンズエンタテインメント会長・野田義治。野田義治の十八番とも言えるグラビアアイドル関連ではなく、あくまで歌とダンスとパフォーパンスを主体としている。コンセプトは「歌って踊れるエンターテイメント集団」。テーマは「和製小悪魔」。キーワードは「毒と蜜」。「女性版一世風靡」を標榜している。
結成後から各種イベント・舞台を開催し、2005年にメジャーデビュー。2枚のシングル、1枚のDVDをリリースした。
しかし、2005年末からは、メンバーの富田麻帆、赤坂さなえ、長谷川桃が所属する芸能人女子フットサルチーム「Carezza」を始め、各人の活動が多忙化して「雅～MIYABI～」としての活動続行が困難となったため、2006年3月をもって活動停止を表明した。

## メンバー

### 正規メンバー
- 富田麻帆
- 赤坂さなえ
- 長谷川桃
- 五十嵐りさ
- 高橋千佳
- 山咲あい
- 太田彩乃

### サブメンバー
- 深井渚
- 伊藤由夏

### 脱退メンバー
- 小野崎梨菜
- 仲村瑠璃亜
- 五十嵐結花
- 中島希
- 鷹

## 作品

### シングル
1. 前髪れんれん（2005年1月26日、EMIミュージック・ジャパン）
2. 風上ボタン（2005年9月7日、EMIミュージック・ジャパン）

### DVD
1. 「雅映像の巻」其の一（2005年9月7日、EMIミュージック・ジャパン）